# Natação nos Jogos Pan-Americanos de 2019 - 200 m peito feminino
As competições dos 200 metros peito feminino da natação nos Jogos Pan-Americanos de 2019 foram realizadas em 8 de agosto no Centro Aquático Nacional, em Lima, no Peru. 

## Calendário
Horário local (UTC-5).
| Data        | Horário | Fase          |
| ----------- | ------- | ------------- |
| 8 de agosto | 11:16   | Eliminatórias |
| 8 de agosto | 20:53   | Final B       |
| 8 de agosto | 20:59   | Final A       |

## Medalhistas
| Ouro   | USA Anne Lazor      |
| Prata  | USA Bethany Galat   |
| Bronze | ARG Julia Sebastián |

## Recordes
Antes desta competição, os recordes mundiais e pan-americanos da prova eram os seguintes:
| Tipo                             | Atleta                    | Tempo   | Local     | Data                |
| -------------------------------- | ------------------------- | ------- | --------- | ------------------- |
|                                  | DEN Rikke Møller Pedersen | 2m19s11 | Barcelona | 1 de agosto de 2013 |
| Recorde dos Jogos Pan-Americanos | CAN Kierra Smith          | 2m24s38 | Toronto   | 15 de julho de 2015 |

Os seguintes novos recordes foram estabelecidos durante esta competição:
| Data        | Evento | Atleta         | Tempo   | Notas                            |
| ----------- | ------ | -------------- | ------- | -------------------------------- |
| 8 de agosto | Final  | USA Anne Lazor | 2:21.40 | Recorde dos Jogos Pan-Americanos |

### Eliminatórias
A eliminatória foi realizada em 8 de agosto. 
| Pos. | Bateria | Raia | Nadador                     | Nacionalidade      | Tempo   | Notas |
| ---- | ------- | ---- | --------------------------- | ------------------ | ------- | ----- |
| 1    | 3       | 4    | Anne Lazor                  | USA Estados Unidos | 2:26.71 | QA    |
| 2    | 3       | 5    | Byanca Rodríguez Villanueva | MEX México         | 2:27.00 | QA    |
| 3    | 2       | 4    | Bethany Galat               | USA Estados Unidos | 2:27.81 | QA    |
| 4    | 2       | 5    | Mary-Sophie Harvey          | CAN Canadá         | 2:29.06 | QA    |
| 5    | 1       | 4    | Julia Sebastián             | ARG Argentina      | 2:29.27 | QA    |
| 6    | 1       | 3    | Tessa Cieplucha             | CAN Canadá         | 2:30.09 | QA    |
| 7    | 1       | 6    | Laura Morley                | BAH Bahamas        | 2:30.21 | QA,   |
| 8    | 2       | 3    | Esther González             | MEX México         | 2:30.26 | QA    |
| 9    | 3       | 3    | Macarena Ceballos           | ARG Argentina      | 2:32.08 | QB    |
| 10   | 1       | 5    | Pâmela de Souza             | BRA Brasil         | 2:32.11 | QB    |
| 11   | 2       | 6    | Margaret Higgs              | BAH Bahamas        | 2:33.67 | QB    |
| 12   | 3       | 2    | Mercedes Toledo Salazar     | VEN Venezuela      | 2:34.29 | QB    |
| 13   | 3       | 6    | Bruna Leme                  | BRA Brasil         | 2:35.20 | QB    |
| 14   | 2       | 1    | Krista Jurado Schmoock      | GUA Guatemala      | 2:41.14 | QB    |
| 15   | 1       | 2    | Daysi Ramírez Garlobo       | CUB Cuba           | 2:42.93 | QB    |
| 16   | 2       | 7    | Elisa Funes Jovel           | ESA El Salvador    | 2:43.92 | QB    |
| 17   | 2       | 2    | Emily Santos                | PAN Panamá         | 2:45.21 |       |
| 18   | 3       | 7    | Micaela Sierra Graf         | URU Uruguai        | 2:46.88 |       |
| 19   | 3       | 1    | Mariagracia Torres Nole     | PER Peru           | 2:47.59 |       |
| 20   | 1       | 1    | Emilie Grand'Pierre         | HAI Haiti          | 2:51.71 |       |
| 21   | 1       | 7    | Adriana Buendia Cornejo     | PER Peru           | 2:52.33 |       |

### Final B
A final B foi realizada em 8 de agosto. 
| Pos. | Raia | Nadador                 | Nacionalidade   | Tempo   | Notas            |
| ---- | ---- | ----------------------- | --------------- | ------- | ---------------- |
| 9    | 5    | Pâmela de Souza         | BRA Brasil      | 2:31.30 |                  |
| 10   | 2    | Bruna Leme              | BRA Brasil      | 2:31.98 |                  |
| 11   | 4    | Macarena Ceballos       | ARG Argentina   | 2:33.80 |                  |
| 12   | 3    | Margaret Higgs          | BAH Bahamas     | 2:34.17 |                  |
| 13   | 6    | Mercedes Toledo Salazar | VEN Venezuela   | 2:34.37 |                  |
| 14   | 8    | Elisa Funes Jovel       | ESA El Salvador | 2:41.49 | Recorde nacional |
| 15   | 7    | Krista Jurado Schmoock  | GUA Guatemala   | 2:42.98 |                  |
| 16   | 1    | Daysi Ramírez Garlobo   | CUB Cuba        | 2:47.13 |                  |

### Final A
A final A foi realizada em 8 de agosto. 
| Pos.              | Raia | Nadador                     | Nacionalidade      | Tempo   | Notas                            |
| ----------------- | ---- | --------------------------- | ------------------ | ------- | -------------------------------- |
| Medalha de ouro   | 4    | Anne Lazor                  | USA Estados Unidos | 2:21.40 | Recorde dos Jogos Pan-Americanos |
| Medalha de prata  | 3    | Bethany Galat               | USA Estados Unidos | 2:21.84 |                                  |
| Medalha de bronze | 2    | Julia Sebastián             | ARG Argentina      | 2:25.43 |                                  |
| 4                 | 5    | Byanca Rodríguez Villanueva | MEX México         | 2:25.81 |                                  |
| 5                 | 6    | Mary-Sophie Harvey          | CAN Canadá         | 2:28.56 |                                  |
| 6                 | 8    | Esther González             | MEX México         | 2:28.98 |                                  |
| 7                 | 7    | Tessa Cieplucha             | CAN Canadá         | 2:29.59 |                                  |
| 8                 | 1    | Laura Morley                | BAH Bahamas        | 2:32.87 |                                  |

Legenda
| Recorde mundial                  | Recorde mundial (World record)               |                       | Recorde africano                      | Recorde africano (African) |                                           | Q | Classificado por posição (Qualified) |
| Recorde dos Jogos Pan-Americanos | Recorde pan-americano (Pan-American record)  | Recorde da América    | Recorde da América (Americas)         | q                          | Classificado por melhor tempo (Qualified) |   |                                      |
| Melhor marca do ano              | Melhor marca do ano (World leading)          | Recorde asiático      | Recorde asiático (Asian)              | DNS                        | Não largou (Did not start)                |   |                                      |
| Recorde nacional                 | Recorde nacional (National record)           | Recorde europeu       | Recorde europeu (European)            | DNF                        | Não terminou (Did not finish)             |   |                                      |
| Recorde pessoal                  | Recorde pessoal do atleta (Personal best)    | Recorde da Oceania    | Recorde da Oceania (Oceania)          | DSQ / DQ                   | Desclassificado (Disqualified)            |   |                                      |
| Recorde da temporada             | Recorde da temporada do atleta (Season best) | Recorde sul-americano | Recorde sul-americano (South America) | NM                         | Sem marca (No mark)                       |   |                                      |